# (2282) Andrés Bello
(2282) Andrés Bello es un asteroide que forma parte del cinturón de asteroides y fue descubierto por Carlos Torres el 22 de marzo de 1974 desde la estación de Cerro El Roble, Chile.

## Designación y nombre
Andrés Bello fue designado al principio como 1974 FE.
Más tarde se nombró en honor del intelectual chileno-venezolano Andrés Bello (1781-1865).

## Características orbitales
Andrés Bello orbita a una distancia media del Sol de 2,203 ua, pudiendo alejarse hasta 2,378 ua y acercarse hasta 2,029 ua. Tiene una excentricidad de 0,07934 y una inclinación orbital de 4,98°. Emplea en completar una órbita alrededor del Sol 1195 días.